# Mystery Disc
Mystery Disc je kompilační album Franka Zappy, vydané na CD v roce 1998.

## Seznam skladeb
Všechny skladby napsal Frank Zappa, pokud není uvedeno jinak.
1. "Theme from Run Home Slow" – 1:23
2. "Original Duke of Prunes" – 1:17
3. "Opening Night at "Studio Z" (Collage)" – 1:34
4. "The Village Inn" – 1:17
5. "Steal Away" (Jimmy Hughes) – 3:43
6. "I Was a Teen-Age Malt Shop" – 1:10
7. "The Birth of Captain Beefheart" – 0:18
8. "Metal Man Has Won His Wings" – 3:06
9. "Power Trio from The Saints 'n Sinners" – 0:34
10. "Bossa Nova Pervertamento" – 2:15
11. "Excerpt from The Uncle Frankie Show" – 0:40
12. "Charva" – 2:01
13. "Speed-Freak Boogie" – 4:14
14. "Original Mothers at The Broadside (Pomona)" – 0:55
15. "Party Scene from Mondo Hollywood" – 1:54
16. "Original Mothers Rehearsal" – 0:22
17. "How Could I Be Such a Fool?" – 1:49
18. "Band introductions at The Fillmore West" – 1:10
19. "Plastic People" (Richard Berry, Zappa) – 1:58
20. "Original Mothers at Fillmore East" – 0:50
21. "Harry, You're a Beast" – 0:30
22. "Don Interrupts" – 4:39
23. "Piece One" – 2:26
24. "Jim/Roy" – 4:04
25. "Piece Two" – 6:59
26. "Agency Man" – 3:25
27. "Agency Man (Studio Version)" – 3:27
28. "Lecture from Festival Hall Show" – 0:21
29. "Wedding Dress Song/The Handsome Cabin Boy" (Trad., arr. Zappa) – 2:36
30. "Skweezit Skweezit Skweezit" – 2:57
31. "The Story of Willie the Pimp" – 1:33
32. "Black Beauty" – 5:23
33. "Chucha" – 2:47
34. "Mothers at KPFK" – 3:26
35. "Harmonica Fun" – 0:41